# 갓 오브 하이스쿨
갓 오브 하이스쿨은 대한민국의 만화가 박용제가 네이버 웹툰에 매주 금요일 연재하는 웹툰이자, 이를 원작으로 한 애니메이션이다. 《와이디온라인》과 계약을 체결하여, 2015년 모바일 게임으로 출시되었다. 2017년 단행본이 출시되었다. 2018년 5월 기준 금요일 웹툰 2위를 자리매김 하고있다. 2020년에 애니메이션으로 제작되어 방영중이다. 그러나 일본에서는 AT-X계열에서만 방영했고, TOKYO MX, BS11, CTC, GTV, HBC, 키즈 스테이션, MBS, rkb, GYT, TVA, TVS, tvk, 니코니코 채널에서는 방영되지 않았다.

## 등장인물
1. 주요 인물(수도권 팀)
- 진모리

성우: 남도형, 김보나(어린시절)
양할아버지 진태진에게 리뉴얼 태권도를 배웠다. 과거 제천대성이었으나, 에너지 스톤에 봉인당했었다. 라그라노크 때 박무진이 성배를 사용해 힘을 잃고 단모리로 변한다. 한대위와 신한국을 세운다.
- 유미라

성우: 송하림
월광검법의 후계자이다. 현재 옥황의 육체를 얻어 기억을 잃고 네오녹스의 지도자이자 더 식스 중 서쪽의 마녀가 된다. 한대위랑 싸울 때 기억이 되살아난다. 한대위와 결혼한다. 박무진의 오른팔인 와이파이를 얻는다.(여래의 검 사용)
- 한대위

성우: 곽윤상
극진공수도(백호의 무, 현무의 권, 주작의 각, 청룡의 파)를 사용하는 실력자이다. 옥황의 정신(능력)을 소유하게 되고 진모리(단모리)와 함께 신한국을 세운다.
2. 집행위원
- B
- O

성우: 김현욱
- P

성우: 이미나
- Q

성우: 이인석
- R

성우: 이재범
- S
- T

성우: 황창영
- X
- C

3. 수도권 예선편
복싱으로 중학 시절 일대를 평정했던 영등포의 호랑이 나기성, 오함마로 다져진 등근육을 기반으로 한 강한 펀치력을 지닌 신도림의 육체환승 이도락, 아류 당랑권을 구사하며 뼛속까지 잔인하고 비겁하여 모두가 싸우길 꺼려한다는 연신내의 기사(Knight) 김성민, 기분이 엇나가면 모든 것을 간 탓으로 돌리는 큰곰제약 차도리, 남자에게 정말 좋은 산수유를 먹으면서 엄청나게 강해진 나산수, 동대문의 패왕 서민서를 재기불능으로 만든 공포의 스티븐 시걸, 단 둘이서 강남 일대를 제패하여 유명해진 매드카우의 한대위, 이어 대회장의 다른 출전자들의 모습이 등장하고 
있다.
- 백승철

G.O.H의 참가자 중 한 명으로, 한대위와 붙은 참가자이다. 최신화에는 우마왕을 찾는다고 사라졌다가 우마왕과 함께 나타났다. 우마왕과 계약을 맺어서 새로운 방망이를 얻었다.
- 강만석

성우: 안장혁
- 고감도

성우: 이동훈
- 마미선

성우: 손선영
G.O.H의 참가자 중 한 명. 유미라와 함께 유이한 여성 수도권 참가자로 풀색 롱빵머리에 적안이 특징. 사용 무술은 프로레슬링. GP는 그저 그렇지만 체력은 880에 육체 레벨은 10으로 상당히 높은 수치이다. 목표는 갓 오브 하이스쿨의 남성 집행위원들을 자신의 노예로 삼는 것.
8강전에서 유미라와 대결, 프로레슬링 기술로 유미라를 시종일관 압도하지만 시합 도중에 나온 유미라의 심검에 손익계산을 하고 알아서 기권한다. 팔까지 잘려가며 우승하고 싶지는 않았다나.
- 변재희

역시 G.O.H의 참가자 중 한 명. 진모리와 4강에서 붙은 참가자로 별모양 머리가 특징. 사용 무술은 브라질 유술로 관절기 위주로 싸운다. 예선전에서 상당히 여유가 있는 모습으로 강함을 어필하였고 원래 대진표상으로는 본선 1차전에서 진모리와 싸울 예정이었으나 진모리가 강만석과 고감도의 대결에 난입한 결과 자신은 본선에서는 어쩌다 보니 4강까지 부전승으로 올라온 행운을 누리게 되었다.
육체레벨은 8로 주인공들보다는 다소 쳐지며 GP 역시 그다지 높지 않으나 진모리보다도 높은 HP수치가 특징이다. 4강전에서 진모리의 3단회축을 정면에서 받아치는 모습을 보여주기도 하였고 리뉴얼 태권도 용잡기 기술에 당하는 와중에도 관절기로 진모리의 발목을 비틀어 반격하는 등 나름 인상 깊은 모습을 보여주었다. 이에 진모리에게 강하다고 인정받기도 한다. 다만 결국 실력차는 극복하지 못하고 최후에는 진모리의 리뉴얼 태권도 오의 진회축에 정신을 잃고 패배한다. 3, 4위전에서 유미라와 싸웠는데 검법에 진 게 아니라 맨손(무검류)으로 얻어터지고 목이 꺾인다.
- 오성남

사용 무술은 복싱. 육체레벨은 8. 사실 본편에서는 변재희의 전투력 측정기 엑스트라였지만, 외전 소설에도 등장하기에 내용을 추가한다. 아, 물론 거기서도 털리는 역할이다.
4. 전국대회편
수도권 지역 결승전을 끝으로 9개 지역에서 개최된 갓오하 지역대회가 모두 종료된다. 지역대회 우승자들 모두가 뛰어난 기량을 지니고 있었지만 그중에서도 3명의 우승자가 단연 압도적인 실력을 선보여 집행위원들이 주목하게 된다.
집행위원 두 명과의 1:1대결에서 한 집행위원의 팔을 부러뜨리고 다른 한 집행위원을 리미터 해제 전까지 압박하며 몰아붙이는 등 관객들의 뇌리에 깊은 인상을 새긴 수도권 지역 우승자(진모리). 지나치게 잔인한 싸움 방식으로 논란이 많았던 경상남도 지역 우승자(재갈택). 전 경기 기권승이라는 특이한 기록을 세운 전라남도 지역 우승자(박일표). 이들 셋은 특이하게도 전부 육체레벨이 유동적으로 변하는 레벨변동자들이었다.
지역대회 종료 후 얼마 안되어 박무진 및 집행위원들은 뜻밖의 소식을 접하게 된다. 지역대회 우승자들과 집행위원 등 갓오하 대회 관련자들 중 일부가 의문의 습격을 받아 큰 부상을 입거나 죽음을 당한 것이다. 정체불명의 조직에서 벌인 짓임을 직감한 박무진은 전국의 집행위원들에게 경계태세를 갖추고 지역대회 3, 4위전을 개최할 것을 지시한다.
전국대회를 지역대회 우승자들 9명 간의 1:1 대결로 진행하려던 것을 지역대회 1, 2, 3위 출전자들로 구성된 9개 팀 간의 3:3 팀대결로 진행하기로 결심한 것이다. 출전자들이 뭉쳐있는 것이 정체불명의 조직으로부터 보다 안전하다고 판단한 것이었다. 이어 다른 The Six들에게 연락을 취하여 도움을 요청하는 등 앞으로 있을 정체불명의 조직과의 대결을 위한 준비를 시작한다.
한편 관객들은 이런 상황을 모른 채 전국대회에 매우 큰 기대를 걸고 있었다. 전국 고교생들 중에서도 최강의 싸움 실력을 지녔다고 일컬어지던 고교 3대 천왕의 일원인 석가모니와 카리스마가 각각 지역대회를 우승하여 전국대회에 출전하게 되었기 때문이다.
더욱이 둘은 이전에 대결을 벌였으나 아쉽게 무승부로 끝났기 때문에 이번에야말로 둘의 우열을 가릴 수 있을 거라고 여긴 것이다. 이들 외에도 관객들이 관심을 기울이는 이가 또 있었으니 바로 무패신화였다.
석가모니, 카리스마와 함께 고교 3대 천왕으로 손꼽히던 야마를 지역대회에서 제압하고 지난 날 매드카우라는 이름으로 함께 활동하던 멤버를 죽인 것을 보복하고자 지역대회에 참전한 매드카우의 또다른 멤버를 결승전에서 꺾고 300전 전승이라는 무시무시한 기록을 세웠기 때문이었다. 초신성처럼 등장한 그는 비록 인지도 면에서는 석가모니와 카리스마에 비교하면 다소 뒤처지긴 했지만 관객들의 관심을 끌기에는 충분한 실력을 지니고 있었다.
그리고 지역대회 3, 4위전까지 모두 종료되고 출전자가 부족한 일부 지역에서 보결을 선발하는 등의 과정을 거쳐 마침내 전국대회에 출전하게 될 9개 팀이 모두 선발되었다.
주장은 맨 앞
- 수도권 팀 - 진모리, 한대위, 유미라
- 충청북도 팀 - 진품광, 장장미, 나기동
- 경상북도 팀 - 다나와, 한송이, 방정식
- 전라남도 팀 - 박일표, 박승아, 류현복
- 경상남도 팀 - 제갈택, 태백호, 마보라
- 충청남도 팀 - 남궁도, 귐기, 차석우
- 전라북도 팀 - 전주곡, 이향단, 허일선
- 강원도 팀 - 우건아(추정), 거대한, 지화자
- 제주도 팀 - 나한성, 이마린, 명문대

5. THE SIX
THE SIX 항목 참조.
6. NOX
NOX(갓 오브 하이스쿨) 항목 참조.
7. 북파공작원
- 대장 진태진

진모리의 할아버지 북파공작원때 약해진 제천대성과 싸워서 이기고 후계자 진모리를 받음. 진모리가 사용하는 리뉴얼 태권도의 창시자. 차기 투신으로 옥황에게 인정을 받음. 라그나로크때 나봉침과 함께 오딘의 팔을 부러뜨리고 박무진에게 살해당함. 
- 이금도

이은도의 쌍둥이 형. 다른 대원들과 함께 북한군 수십 명을 쓸어버리는 모습을 선보였으나, 북파특수부대 출신의 소년병이 나타나자 방심하고 다가갔다가 칼에 찔려서 사망한다. 참고로 북한으로 잠입하기 전에 동생과 "살아남은 녀석이 어머니를 모시는 거다"라는 약속을 했으나, 그 동생마저도 얼마 후에 죽어버렸다.
- 이은도

병장. 이금도의 쌍둥이 동생. 형이 살해된 직후, 진태진의 명령을 받고 리수혁 가족들의 안위를 확인하기 위해 움직였으나 갑자기 나타난 미군 특수부대원에게 집중사격을 받아 사망한 것처럼 보였으나, 최도하와 박일태의 싸움 도중에 난입해 마지막 힘을 짜내 최도하의 슈트를 망가뜨리고 쓰러지고 손오공의 분신과 싸운 뒤 돌아온 진태진에게 리수혁의 가족의 행방을 알려주고 사망.
- 최도하

병장. 싱글벙글 웃고 있는 바가지 머리의 남자. 진태진이 이은도에게 리수혁 가족의 안위를 확인하란 임무를 맡기자, 그건 명령 위반이 아니냐고 물었으나 진태진의 "떫냐?"는 한마디에 입을 다물었다. 리뉴얼 태권도 전수자이니만큼 리뉴얼 태권도도 사용할 수 있지만 기본적인 전투방식은 실같은 것으로 상대를 포박하거나 토막내는 것. 생긴 것부터가 너무 수상했기에 첫 등장 때부터 수상한 놈이라는 의견이 많았는데, 아니나 다를까 미국의 스파이.
원숭이의 공격에 미군과 남파공작원 대부분이 전멸하자 미군 특수 슈트를 입고 나타나 남파공작원 생존자 5명 중 3명을 살해하지만, 쌈수 택견을 사용하는 박일태에게 발린다. 그렇게 궁지에 몰리자 슈트의 기능을 사용해 박일태를 일시적으로 압도하지만, 갑툭튀한 이은도의 공격에 슈트가 망가지고 이어서 박일태의 공격을 받아 사망한다.
- 남궁현

병장. 덩치 큰 남자. 진태진보다도 덩치가 크지만, 조덕배 때문에 그리 눈에 띄지는 않는다. 조덕배와는 친한 사이인 듯하며, 덕배와 누구의 힘이 더 쌘지 내기를 했다가 져서 50원을 뜯겼다. 이후 백두산의 철문을 열자 나타난 원숭이에게서 박일태를 감싼 후, 다른 부대원들과 함께 진태진과 원숭이의 대결을 구경한다. 구경 도중에 갑자기 난입한 미군 특수부대원에게 발리다가 원숭이의 공격에 휘말리지만 조덕배의 도움을 받아 목숨을 건졌다.
하지만 곧바로 미군의 특수 슈트를 입고 나타난 최도하에게 살해당한다. 제대후에는 직업군인이 되어 진태진처럼 전설이 되고 싶었다고. 참고로 원숭이와 진태진이 닮았다는 개드립을 날렸다. 여담으로 전국대회 편의 충청남도 팀원인 남궁도와 닮았다. 성씨도 남궁으로 같고.
- 조덕배

병장. 보통 사람의 2배는 되어 보이는 덩치 큰 남자. 얼굴은 굉장히 순해 보인다. 부대 내에서는 진태진을 제외하면 가장 힘이 쌘 듯하다. 또, 진태진과의 대련 중에 단 한 번도 뼈가 부러져 본 적이 없다고 한다.
남궁현과의 괴력 대결에서 승리해 50원을 뜯어냈으며, 백두산의 철문을 열자 갑자기 튀어나온 원숭이의 공격에서 박일태와 남궁현을 구한 후, 다른 부대원들과 함께 진태진과 원숭이의 대결을 구경한다. 구경 도중에 갑자기 난입한 미군 특수부대원에게 발린 후, 원숭이의 광역 공격에서 다른 부대원들을 몸으로 감싼 후에 사망한다. 제대후에는 아내와 슈퍼를 차리고 싶었다고 한다.
- 박일태

상병. 박일표의 할아버지. 부대 내의 주요인물 중에는 계급이 가장 낮은 듯하다. 백두산의 철문을 열자 나타난 원숭이에게 머리를 잡혀 죽을 위기에 처했으나 남궁현과 조덕배의 도움으로 목숨을 건지고, 다른 부대원들과 함께 진태진과 원숭이의 대결을 구경한다. 구경 도중에 갑자기 난입한 미군 특수부대에게 발리다가 원숭이의 공격에 휘말리지만, 조덕배의 도움을 받아 목숨을 건졌다.
이후 미군의 특수 슈트를 입고 나타난 최도하가 스스로 미군의 스파이란 것을 밝히며 살아남은 대원들을 죽이자, 쌈수 택견을 사용해 최도하를 바르고 도중에 슈트의 기능에 당해 배에 구멍이 뚫리지만, 갑툭튀한 이은도의 공격에 최도하의 슈트가 망가지자 그 틈을 타 화축을 사용, 최도하를 쓰러뜨린다. 하지만 부상이 너무 심했는지 직후 사망한다. 제대후에는 자식에게 여러 가지 가르쳐주고 싶었다고.
- 가면을 쓴 병사

본명 불명. 삐쭉삐쭉한 머리에 'ㅡ' 모양이 그려진 가면을 쓴 병사. 부대원 중에서는 가장 육감이 뛰어난지, 북한 특수부대의 등장에 가장 먼저 반응했고, 미군 특수부대가 난입했을 때도 가장 먼저 알아차렸다. 또한, 미군이 빼돌린 슈트케이스가 파묻힌 장소도 알아차렸다. 하지만 그 뛰어난 육감 때문에 슈트케이스가 파묻힌 장소를 파헤치다가 최도하에게 살해당한다. 참고로 북파공작원 20명 중에서도 상당히 자주 나온 인물임에도 이름이 밝혀지지 않았다.
진태진 외전에 따르면 이들 모두는 정부가 미국의 압박을 받음에 따라 월북자로 기록되었고, 유가족들은 연루죄로 고통받고 있었다. 하지만 진태진이 장관을 협박하여 연루죄를 풀어준듯.
8. 남파특수부대
- 문춘식

진태진 외전 편에 등장한 남파특수부대의 교관. 진태진이 북파 작전 때 만났으며, 리수혁에 대해 '붙잡힌 것도 모자라 북쪽 전력을 고자질한 반역자', '실패작'이라 비웃으며 진태진과 싸우게 되나 압도적으로 발린다. 그 후 리수혁의 가족들은 어떻게 되었냐고 묻는 진태진과 함께 자폭하려 했으나, 진태진에 의해 자폭 스위치가 들린 손이 잘린 뒤 진태진의 악력에 목이 졸려 사망.
- 리수혁

남파특수부대원 중 유일하게 생포된 대원. 정부에서는 그가 쓰던 북파태권도의 압도적인 힘을 보고 리뉴얼 태권도를 만들었으며, 후에 진태진과의 대련에서 패배해서 사망한다. 이때 "약속대로... 북에 있는 내 가족을 부탁하오..."라는 유언을 남긴다. 그 후 녹스 측에는 북파태권도를 쓰는 열쇠가 등장하는데, 이름이 리수진인 것을 봐서 리수혁의 자손으로 추정되었고 149화에서의 리수진의 회상을 통해 그녀가 리수혁의 손녀인 것이 확인되었다.
9. 신선계(동승신주)
- 가짜 미후왕(필마온)

제천대성이 사라지고 난 뒤에 제천대성의 흉내를 내는 화과산의 두목. 스스로를 제천대성이라는 칭호를 버리고 필마온이라는 격이 떨어지는 호칭으로 부르고 있다.
용마루를 통해 화과산의 원숭이들을 세뇌하고 있으며 제갈택처럼 NOX와 협력 관계를 맺고 있는 것으로 보인다. 강해보이는 외모와 달리 엄청 강하지는 않은 인물. 작중 묘사로 보면 제갈택보다 약하며, 높게 쳐줘야 녹스의 프리스트 수준 정도이다.
133화에서 그의 과거가 나오는데, 여동생이 있었으나 천상대전이 끝난 뒤 굶어 죽은 아픈 과거가 있었다. 그러면서 모리를 후아요락격 최종오의인 원숭이 발톱으로 모리를 몰아붙인 뒤, "뭘 바로 잡아?! 전쟁에서 깨지고 한번이라도, 여길 걱정한 적이 있어?! 당신의 서툰 결정 때문에 우리가 어떤 고생을 했는지 알아?! 저 잘난 꼰대들이 저지른 일들을 우리가 전부 짊어졌어! 당신 때문에 내, 내 여동생까지 굶어죽었어! 그런 주제에 이제와서 뭘 어쩌겠다고?!"라는 말을 하면서 모리를 두들겨 팬다.
그 후 다시 한 번 원숭이 발톱을 써서 모리를 죽이려고 하지만, 녹스의 비숍 바이런의 무기에 가슴을 관통당한다. 가슴을 관통당한 후 바이런의 무기를 뽑고 천술과 원숭이 발톱으로 바이런을 공격하지만 통하지 않았고 용마루를 작동한 바이런에 의해 금고아가 조여지며 엄청난 고통을 느낀다.
하지만 라콩의 마지막 한 마디에 마지막 힘을 짜 내어 바이런의 검은 에너지 구체 공격을 맨몸으로 받아가면서 바이런에게 다가가려 하나 모리가 "이 이상 가면 진짜로 죽어." 라며 말린다. 그런 모리에게 호리병을 소환하여 건네주면서 "만약 당신이 진짜 제천대성이라면... 도와줘."라고 말하고 기절했다.
그 후 137화에서 깨어나 호리병을 발동시키려는 모리를 도와준다. 139화에서는 천사들의 공격을 받는 모리를 호리병 속으로 빨아들였고, 리수진의 차력을 피해 전선에서 이탈한 뒤 차루루를 비롯한 원숭이 소년들에게 금제(무투)와 원죄(각성)를 써도 괜찮으니 도와달라고 부탁한다.
하지만 149화에서 리수진의 요청 아닌 요청으로 모리를 꺼내려던 중 갑자기 나타난 나탁 삼태자의 첫째의 무기인 강요저로 공격을 받게 되고, 이 때문에 정황상 완전히 죽었다고 생각되었으나 자기가 사용하던 여의봉이 온 몸을 감싸서 갑옷이 되어줬기에 빈사상태에 빠지지만 구사일생으로 살아남았다.
마지막에 자신이 가짜라는 사실을 모든 백성들에게 고백하고 호리병을 소환해 진모리를 꺼낸 뒤 원래 제천대성이 입고있던 옷이자 자신이 여의봉으로 착각한 '제천대성(齊天大聖)의 용포(龍袍)'를 돌려주고 사람에 가까웠던 모습이 과거의 원숭이의 모습으로 다시 되돌아간다.
그리고 죽은 이후에 나온 어린 시절의 꿈은 제천대성의 4대 천존이 되어서 평생 제천대성을 보필하는 것이었다고 한다.
주로 땅을 이용한 천술을 사용하며, 제천대성이 만든 무술인 후아요락격에 능하다. 무기빨 없는 본인의 전투력은 (제아봉침도 제천대성 화도 쓰지 않은) 진모리보다 조금 못하지만, 각성(원죄)을 쓰면 평소의 진모리를 압도하고 프리스트와 1대1로 싸워도 대등할 정도가 되며, 이 상태에서 여의까지 사용하면 프리스트와 2대1로도 우위를 점할 수 있는 것으로 보인다.
- 우진

오래국을 지킨 결과로 새로 간부급으로 뽑힌 필마온의 부하. 20M 거리에서 병을 깨뜨리는 선술 실력을 선보였으나 한대위에게 현무의 권 한 방에 리타이어.
- 타취

우진과 마찬가지로 새로 간부급으로 뽑힌 필마온의 부하. 주변의 병을 모두 깨뜨리는 선술 실력을 선보였으나 유미라의 월광검법 월영 한 번에 리타이어.
- 4대 천장

필마온을 지키는 오래국 최고의 용사들. 우진과 타취같은 신입들보다는 강한 것 같지만, 필마온과 그 부하들이 워낙 약한 관계로 같이 약하다.
- 뮹

공간 이동 선술을 사용하는 용사. 공간 이동을 사용해 유미라를 납치해서 빠른 공간 이동으로 유미라를 제압하지만 냄새로 인해 위치가 발각되고 이후 차력+국보로 인해 리타이어. 은근히 헤이아치를 닮았다.
- 라콩

불을 이용하는 용사. 다만 상대인 한대위가 물 계열의 차력을 이용하는지라 패배. 검은 색 에너지 구체세로 오스큐라스로 미후왕을 공격하는 바이런에게 맞서 미후왕에게 "가십시오. 가서 한 방 먹여주세요."라고 말하지만, 바이런의 화염 공격에 의해 리타이어.
- 나투

4대 천장 중에 최고 쓰레기로 악명이 높으며 몽 영감이 자기 아들에게 붙잡혀온 걸 이용해 진모리를 두들겨 팬다. 하지만 몽 영감이 무사히 구출된 이후 모리에게 일격을 맞은 뒤 각성 모드에 들어가 다시 모리를 공격하나, 모리의 주먹 한 방에 오른팔 뼈가 어긋난 뒤 혈맥봉침으로 리타이어. 이후 용마루를 이용하여 원숭이들을 죽이는 바이런에게 맞서려 하나 바이런의 손가락 총 한 방에 몸이 바짝 말라가며 사망.
여담으로 성격은 쓰레기일지 몰라도 4대 천장 중에서 유일하게 무투파인데다 각성(원죄)까지 꺼리낌 없이 쓰는걸 보면 어떤 의미로는 바람직한 녀석이다.
- 류진

4대 천장 중 한 명으로 기운을 총알처럼 쏘는 차력을 쓴다. 하지만 진모리의 혈맥봉침에 단번에 리타이어.
- 차루루(치루루)

진모리 일행이 오래국에 도착한 뒤 가장 먼저 만난 원숭이 소년. 신수를 사용하고 물방울 도술을 부리는 그런 천술을 가르쳐달라고 부탁한다. 그러나 진모리 일행과 같이 다녔다는 이유로 원죄를 어겼다는 누명을 받아 오래국의 필마온에게 뇌전을 맞고, 모리, 미라, 대위와 함께 지하감옥에 갇히게 된다. 그 후 과거 천상대전에 참가했던 원숭이 어르신들에 의해 탈출하게 되고, 모리와 함께 미후왕이 기다리는 정상층까지 올라간다.
128화부터 작가의 실수인지 이름이 치루루로 바뀌었는데 그 이후로도 이상하게 계속 치루루라고 표기된다. 그 이후 전장에서 이탈한 뒤에 미후왕에게 같이 싸워달라는 부탁을 받는다.
- 우마왕

8마왕중 한명. 백승철과 계약을 맺어, 파초를 방망이와 합쳤다. 말끝마다 "모"를 붙이고, 제천대성과 형제관계. 취미는 오토바이 만들기(달구지 2호를 만들었다)
10. 패자 부활전
- 휘모리

진모리의 분신 진모리랑 말투나 성격은 천지차이인데 기술은 진모리의 기술을 쓸수 있다. 리뉴얼 태권도,혈맥봉침등으로 쓸 수 있다.(휘모리만의 기술:이무기의 각, 종합선물세트)
- 바티칸 (이탈리아)

더 이상 이단 교도들의 횡포를 볼 수 없다며 참가했으나 요한의 독단 행동으로 인해 192화에서 탈락한거처럼 보이나 사실은 바오로가 기절직전에 힐링을 사용해 팀원들을 회복시키고있었다 이후 모든일이 끝난뒤 은근슬쩍 등장해서 경기 규칙에 따라 주인공팀과 같이 본선진출에 성공한다.
- 요한
- 마리아
- 바오로
- 일본

181화에 본격적으로 등장. 다른 참가자들과는 달리 한국팀을 돕는다 밝혔다. 그리고 183화에서는 한국팀을 돕는 이유는 '현 세계대회에서는 생과 사를 가늠할 수 없는 이형의 존재'가 두 명이나 있는데, 그 이형의 존재인 단테를 없애기 위해 이형의 존재인 휘모리가 있는 한국팀과 동맹을 맺은 것. 그리고 그 조건으로 몰타 기사단을 쓰러뜨릴 때까지 한국팀을 호위하기로 했다.
휘모리가 성배에 의해 힘을 잃은 이후에는 동맹이 해제되었으나, 실험체 M이 단테에 대한 공포로 인해 휘모리의 힘을 흡수하고 폭주하자 다시 동맹을 제의하고 함께 M를 저지하러 나선다. 198화에서는 상만덕이 M의 붕괴된 육체에 의해 큰 부상을 입은 미도리를 치료해주는 대신에 한국팀을 공격하라고 거래를 제안했다.
※나가동(님)※
독자들이 만든 전설의 나가동, 진모리를 차력도 쓰지 않고 1대도 맞지 않은 상태로 108콤보로 진모리를 쓰러트린다.(46화 참조) 
그러한 이유로 독자들이 나가동을 108야차 나가동이라 부르며 아직까지도 나가동의 전설은 독자들 사이에서 유명하다.(대단한점 진모리는 사탄을이긴진모리를 이겼기 때문이다)
2부도 진행되었다.

## TV 애니메이션

### 제작진
- 원작: 박용제
- 감독: 박성후
- 기획: Joanne Waage
- 시리즈 구성: 요시무라 키요코 (吉村清子;Kiyono Yoshimura)
- 캐릭터 디자인: Manabu Akita
- 원화 총괄: Masataka Akai, Chie Nishizawa, Takayuki Sano, Yuriko Ishii
- 미술 감독: Sachiko Nishiguchi
- 색채 설계: Ami Kutsuna
- CGI 프로듀서: Yusuke Tannawa
- 3DCG: Toshihiro Sasaki
- 촬영 감독: Shigeki Asakawa
- 편집: Satoshi Aihara
- 음향 감독: Kisuke Koizumi
- 음악: Alisa Okehazama
- 음악 프로듀서: Yoshiki Kobayashi
- 총괄 프로듀서: Kun Gao, 김준구
- 프로듀서: Sae Whan Song, Joseph Chou, Saechan
- 제작 총괄: Manabu Otsuka
- 애니메이션 프로듀서: Wataru Kawagoe, Toru Kubo
- 애니메이션 제작: MAPPA
- 제작: Crunchyroll ORIGINALS

### 우리말 제작
- 번역: 이선희
- 편집/디자인: 오주연
- 녹음 프로덕션: 리드사운드
- 더빙 연출: 김정령, 정민주
- 녹음/믹싱: 정민주, 김필수
- 편집: 임원빈, 이지혜, 박정민, 하영빈
- 판권: 박수연, 목진호, 송정원, 임선민
- 영상 제작/녹음 지원: 김용환, 오주연, 김예진, 최은혜
- 사업 지원: 김현주

### 주제곡
오프닝 테마: 「Contradiction」
노래 - KSUKE(Feat. Tyler Carter)
엔딩 테마: 「WIN」
노래 - CIX

### 방송국
| 국가     | 방송국     | 방영기간         | 방영일시                |
| -------- | ---------- | ---------------- | ----------------------- |
| 일본     | AT-X       | 2020년 7월 6일 - | 월요일 23:30 -          |
| 대한민국 | 애니플러스 | 2020년 7월 7일 - | 화요일 00:00 -, 00:30 - |

## 같이 보기
- 한류 (문화)